# Der Fenriswolf
 Der Fenriswolf. Eine Finanznovelle  ist eine von dem Volkswirt Wilhelm Vershofen 1914, beim Jenaer Verlag Eugen Diederichs veröffentlichte Novelle, die, formal sehr modern (nur in Briefen, Telegrammen, unternehmerischen Aktennotizen geschrieben), die Übernahme der Naturschätze eines armen Landes (Norwegens) durch den deutschen Kapitalismus darstellt. Der im Titel erwähnte Fenriswolf, der in der nordischen Mythologie den Beginn von Ragnarök, dem Weltuntergang symbolisiert, weist auf die Kapitalismuskritik des Autors hin.